# ISO 3166-2:KI

Die drei Inselgruppen von Kiribati

Die Liste der ISO-3166-2-Codes für  Kiribati enthält die Codes für die drei Inselgruppen.

Die Codes bestehen aus zwei Teilen, die durch einen Bindestrich voneinander getrennt sind. Der erste Teil gibt den Landescode gemäß ISO 3166-1 (für  Kiribati KI), der zweite den Code für die Inselgruppe wieder.
Die aktuellen Codes stehen auf der Seite der ISO unter #iso:code:3166:KI zur Verfügung.

| Inselgruppe   | Code |
| ------------- | ---- |
| Gilbertinseln | KI-G |
| Line Islands  | KI-L |
| Phoenixinseln | KI-P |